# Leander (keresztnév)
A Leander a görög Leandrosz név latin változatából származik, a jelentése a nép fia. Női párja: Leandra.

## Rokon nevek
- Lándor:[1] a Leander név régi magyar formája, más vélemény szerint a Nándor névből származik.[3]
- Leandró:[1] a Leandrosz portugál és spanyol alakváltozata.
- Leándrosz:[1] görög eredetű férfinév, jelentése oroszlán + ember.

## Gyakorisága
Az 1990-es években a Leander és a Lándor szórványos név, a 2000-es években nem szerepelnek a 100 leggyakoribb férfinév között.

## Névnapok
Leander, Lándor
- február 22.[2]
- február 27.,[2]  szökőévben február 28.
- március 13.[2]

## Híres Leanderok, Lándorok, Leandrók, Leándroszok
- Barcza Leánder Jenő (1890-1963) bencés tanár.
- Köteles Leander Leander Rising / Leander Kills zenekar, basszusgitárosa-énekese, Amigod zenekar énekes-gitárosa.
- Osztényi Leander (1911-1990) tanító, festőművész.
- Leander Brozović (1897-1962) állatorvos, múzeumigazgató.
- Sevillai Szent Leander (549 előtt–600) latin nyelven író középkori hispániai püspök, a gótok katolikus hitre térítésének elkezdője.
- Vértesi Leánder Péter (1846-1909) Szent Benedek-rendi áldozópap és tanár.